# USOM
USOM (Uniwersalny System Oprogramowania Mikroprocesorów) – system uruchamiania oprogramowania systemów mikrokomputerowych zrealizowany w Instytucie Informatyki Politechniki Śląskiej. System pracował na komputerach Odra 1305 pod kontrolą systemu GEORGE 3.
System USOM obejmował zewnętrzne asemblery i symulatory następujących procesorów:
- 8080/ 85,
- 8086/ 88,
- 68000,
- Z80.

System ten należy więc do kategorii oprogramowania skrośnego (cross-software) zrealizowanego na komputerach o dużej mocy obliczeniowej.
Składa się on z:
- symulatora mikroprocesora,
- pamięci operacyjnej symulatora,
- programu uruchomieniowego.

Zlecenia systemu obejmują komendy:
- ładowania programów,
- składania programów,
- sterowania pracą symulatorów,
- śledzenia (debugowania),
- formatowania wydruków,
- listowania stanu symulowanego systemu,
- zmiany zawartości elementów (np. rejestrów, pamięci) symulowanego systemu,
- symulacji urządzeń zewnętrznych,
- symulacji przerwań.